# يوهانا بودفيج
يوهانا بودفيج (بالألمانية: Johanna Budwig)‏ ولدت في 30 أيلول/سبتمبر 1908 وتوفيت في 19 أيار/مايو 2003، هي عالمة كيمياء حيوية ألمانية وكاتبة وسبق لها وأن عملت كصيدلية. جوانا حاصلة على درجة الدكتوراه في الفيزياء والكيمياء. وكانت تركز في أبحاثها على الأحماض الدهنية حتى أنها وضعت نظام غذائي صحي في اعتقاد منها أنه يصلح في علاج السرطان، علما أنه لا يوجد دليل على أن هذا أو غيره من العلاجات البديلة لمرض السرطان فعال.

## المسيرة المهنية
كانت جوانا تعمل كباحثة في مكتب الاتحادية الألمانية للاستشارات الصحية والطبية وقد أشارت في مقالاتها ومذكراتها إلى العديد من أدوية السرطان التي يجري تقييمها في 1950 على أمل نجاح إحداها في شفاء ذاك المرض.
تعتقد بادويج أن مركبات هامة ناتجة عن الأيض والتنفس الخلوي قادرة على علاج مرض السرطان في حالة ما تم التعامل معها بجدية وتم دمجها مع مركبات أخرى. كما ترى بادويج _من خلال بحوثها_ أن انخفاض الأكسجين في البيئة وفي ظل غياب الأحماض الدهنية من شأنه أن يُشجع على انتشار الخلايا السرطانية. سبق لبادويج رفقة عالم آخر يُدعى كوفمان وضع تقنية استشراب الورقة وذلك لتحديد وقياس الأحماض الدهنية، وقد استُخدمت هذه التقنية في مقارنة الأحماض الدهنية لأشخاص مرضى وآخرون أصحاء من أجل تمييز المرض. وتعد جوانا بادويج اليوم واحدة من أوائل العلماء الذين لفتوا الانتباه إلى النظر في الآثار الصحية المترتبة على استهلاك الدهون.

## نظام بادويج الغذائي
طورت بادويج بروتوكولات زعمت من خلالها أنها قادرة على مكافحة مرض السرطان الغذائي؛ كان ذلك في عام 1952. البروتوكولات التي قامت بها بادويج اعتمدت فيها على تصحيح في النظام الغذائي من خلال تعديل في كمية الدهون الغذائية التي تحتوي على زيت بذور الكتان وتُخلط مع الكوارك فتُنتج وجبات عالية الجودة من الفواكه والخضروات والألياف مع غياب السكر أو الدهون الحيوانية كما حاولت تجنب كل ما يتعلق باللحوم والزبدة وخاصة السمن.
ادعت بادويج أنه في غضون 3 أشهر شعر بعض مرضاها الذين اتبعوا هذا النظام الغذائي بتحسن حيث أن أورامهم صغرت بشكل تدريجي وساهم ذلك في تحسن وظائف الجسم مقارنة بما كانوا عليه قبل اتباع النظام الغدائي «الصحي». ومع ذلك، فلا وجود لأي دليل موثوق يدعم ادعاءات بادويج كما أن غياب التوثيق العلمي فيما يتعلق بتأثير النظام الغذائي على التخلص من مرض السرطان جعل فرضيتها صعبة التصديق. ولحد الساعة لا يوجد أي دليل على أن الوجبات الغدائية قادرة على مكافحة السرطان أو قادرة على لعب دور عكسي. كما تجدر الإشارة إلى أن المرضى الذين تخلوا عن علاج مرض السرطان وفضلوا اتبعا نظام بادويج الغدائي الصحي قد أُصيبوا بانتكاسة وخيبة أمل خاصة أن النظام الغدائي لا يلعب دورا مهما في تطور المرض فضلا عن استمرار الأعراض المرتبطة بالسرطان رغم تعديل النظام الغدائي.